# Acid polylactic
Axit polylactic hoặc polylactic acid hoặc polylactide (PLA) là nhựa polyester nhiệt dẻo phân hủy sinh học có nguồn gốc từ các nguồn tài nguyên tái tạo, như tinh bột ngô (ở Hoa Kỳ và Canada), rễ sắn, khoai tây chiên hoặc tinh bột (chủ yếu ở châu Á) hoặc mía (ở phần còn lại của thế giới). Trong năm 2010, PLA có khối lượng tiêu thụ cao thứ hai của bất kỳ loại nhựa sinh học nào trên thế giới.
Tên "axit polylactic" không tuân theo danh pháp tiêu chuẩn IUPAC, và có khả năng mơ hồ hoặc khó hiểu, bởi vì PLA không phải là một polyacid (polyelectrolyte), mà là một polyester.

## Sản xuất
Các nhà sản xuất có một số tuyến công nghiệp có thể sử dụng được (ví dụ: trọng lượng phân tử cao) PLA. Hai monome chính được sử dụng: axit lactic, và di-este tuần hoàn, lactide. Tuyến đường phổ biến nhất để PLA là trùng hợp mở vòng của lactide với các chất xúc tác kim loại khác nhau (thường là thiếc octoat) trong dung dịch, trong quá trình tan chảy, hoặc như một huyền phù. Phản ứng xúc tác kim loại có xu hướng gây ra quá trình raxemic hoá của PLA, làm giảm tính ổn định của nó so với vật liệu ban đầu (thường là tinh bột ngô).
Một đường khác đến PLA là sự ngưng tụ trực tiếp các monome axit lactic. Quá trình này cần phải được thực hiện ở dưới 200 °C; trên nhiệt độ đó, monomer lactide được ưa chuộng entropically được tạo ra. Phản ứng này tạo ra một lượng nước tương đương cho mỗi bước ngưng tụ (este hóa). Phản ứng ngưng tụ có thể đảo ngược và chịu sự cân bằng, do đó cần loại bỏ nước để tạo ra các loài có trọng lượng phân tử cao. Loại bỏ nước bằng cách sử dụng chân không hoặc bằng cách chưng cất đẳng hướng là cần thiết để thúc đẩy phản ứng đối với đa trùng ngưng. Trọng lượng phân tử của 130 kDa có thể thu được theo cách này. Ngay cả trọng lượng phân tử cao hơn cũng có thể đạt được bằng cách kết tinh cẩn thận polymer thô từ sự tan chảy. Do đó, nhóm axit cacboxylic và nhóm rượu cuối cùng tập trung ở vùng vô định hình của polymer rắn và do đó chúng có thể phản ứng. Trọng lượng phân tử của 128–152 kDa có thể đạt được.
Sự trùng hợp của một hỗn hợp racemic của L- và D-lactides thường dẫn đến sự tổng hợp poly-DL-lactide (PDLLA), là vô định hình. Sử dụng các chất xúc tác bố trí cố định trong không gian có thể dẫn đến PLA heterotactic đã được tìm thấy để hiển thị kết tinh. Mức độ kết tinh, và do đó nhiều tính chất quan trọng, phần lớn được kiểm soát bởi tỷ lệ của D đến L enantiomers được sử dụng, và đến một mức độ thấp hơn về loại chất xúc tác được sử dụng. Ngoài axit lactic và lactide, axit lactic O-carboxyanhydride ("lac-OCA"), một hợp chất có 5 thành phần cũng được sử dụng trong học tập. Hợp chất này có tính phản ứng cao hơn lactide, bởi vì sự trùng hợp của nó được điều khiển bởi sự mất đi một lượng tương đương với lượng khí carbon dioxide tương đương với axit lactic. Nước không phải là đồng sản phẩm.
Sinh tổng hợp PLA trực tiếp tương tự với poly (hydroxyalkanoate) s cũng đã được báo cáo.
Một phương pháp khác được đưa ra là bằng cách liên hệ với axit lactic với một zeolit. Phản ứng ngưng tụ này là một quá trình một bước và hoạt động ở nhiệt độ thấp hơn 100 °C.

## Tính chất vật liệu

### Tính chất hóa học
Do tính chất đối xứng bàn tay của axit lactic, một số dạng polylactide khác biệt tồn tại: poly-L-lactide (PLLA) là sản phẩm từ quá trình trùng hợp L, L-lactide (còn được gọi là L-lactide). PLA hòa tan trong dung môi clo, benzen nóng, tetrahydrofuran và dioxan.

### Tính chất cơ học và vật lý
Các polyme PLA từ polyme thủy tinh vô định hình đến polyme bán tinh thể và tinh thể cao với quá trình chuyển pha thủy tinh 60oC và các điểm nóng chảy 130-180oC. PLLA có nhiệt độ chuyển pha thủy tinh 60–65 °C, nhiệt độ nóng chảy 173–178 °C và mô đun kéo căng 2,7–16 MPa. PLA chịu nhiệt có thể chịu được nhiệt độ 110 °C. Các tính chất cơ học cơ bản của PLA là giữa các polystyrene và PET. Nhiệt độ nóng chảy của PLLA có thể tăng lên 40-50 °C và nhiệt độ biến dạng nhiệt của nó có thể tăng từ khoảng 60 °C lên đến 190 °C bằng cách pha trộn polymer với PDLA (poly-D-lactide). PDLA và PLLA tạo thành một stereocomplex rất thường xuyên với sự kết tinh tăng lên. Sự ổn định nhiệt độ được tối đa hóa khi sử dụng hỗn hợp 1: 1, nhưng ngay cả ở nồng độ thấp hơn 3–10% PDLA, vẫn còn một sự cải thiện đáng kể. Trong trường hợp sau, PDLA hoạt động như một tác nhân tạo mầm, do đó làm tăng tốc độ kết tinh. Phân hủy sinh học của PDLA chậm hơn so với PLA do độ kết tinh cao hơn của PDLA. Các mô đun uốn của PLA cao hơn polystyrene và PLA có khả năng chịu nhiệt tốt.
Một số công nghệ như ủ, thêm chất tạo mầm, tạo thành vật liệu tổng hợp bằng sợi hoặc hạt nano, mở rộng chuỗi và giới thiệu các cấu trúc liên kết ngang đã được sử dụng để tăng cường tính chất cơ học của các polyme PLA. Axit polylactic có thể được xử lý giống như hầu hết nhựa nhiệt dẻo thành sợi (ví dụ, sử dụng quy trìnhkéo sợi nóng chảy truyền thống) và màng. PLA có các tính chất cơ học tương tự như PETE, nhưng có nhiệt độ sử dụng liên tục tối đa thấp hơn đáng kể. Với năng lượng bề mặt cao, PLA có khả năng in dễ dàng làm cho nó được sử dụng rộng rãi trong in 3-D. Độ bền kéo cho PLA in 3-D đã được xác định trước đó.
Ngoài ra còn có nhiều (L-lactide-co-D, L-lactide) (PLDLLA) - được sử dụng làm giàn giáo PLDLLA / TCP cho kỹ thuật xương.

### Hàn dung môi
PLA có thể được hàn dung môi bằng cách sử dụng dichloromethan.

## Ứng dụng

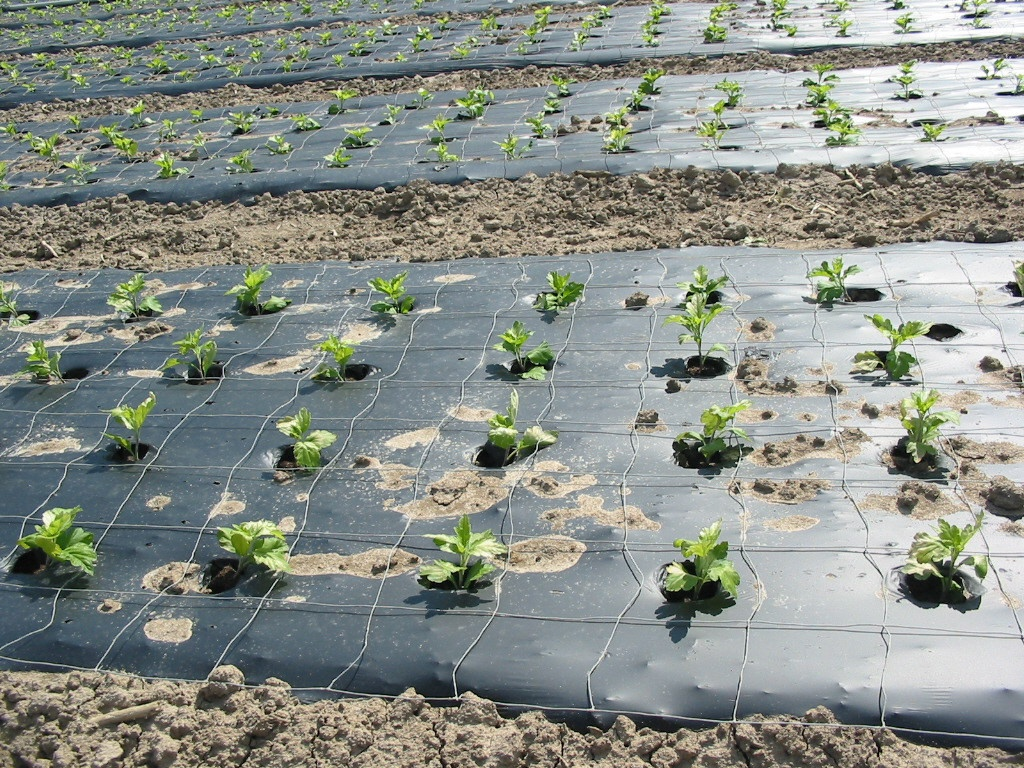
Màng phim làm bằng hỗn hợp PLA "bio-flex"

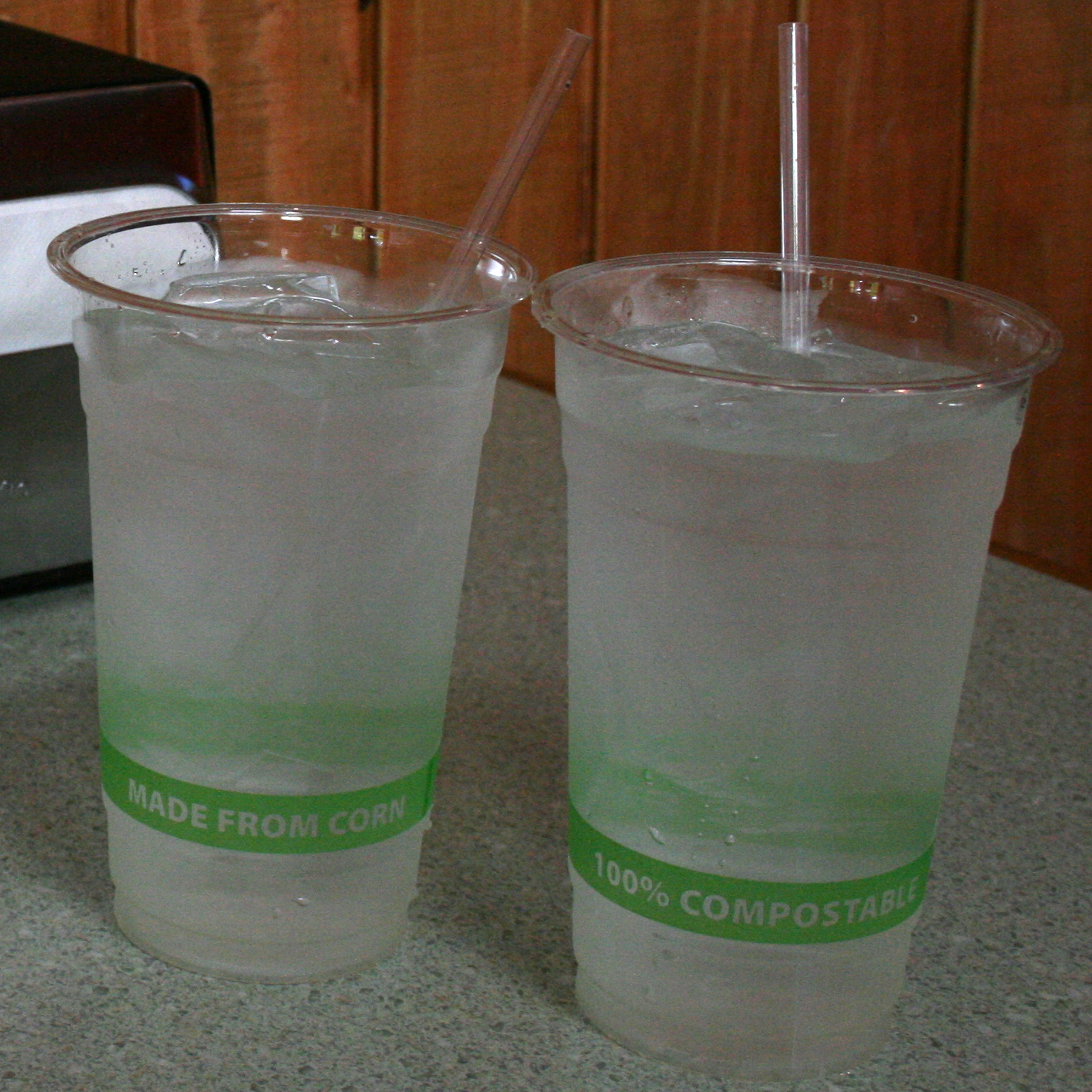
Cốc PLA phân hủy sinh học được sử dụng tại nhà hàng

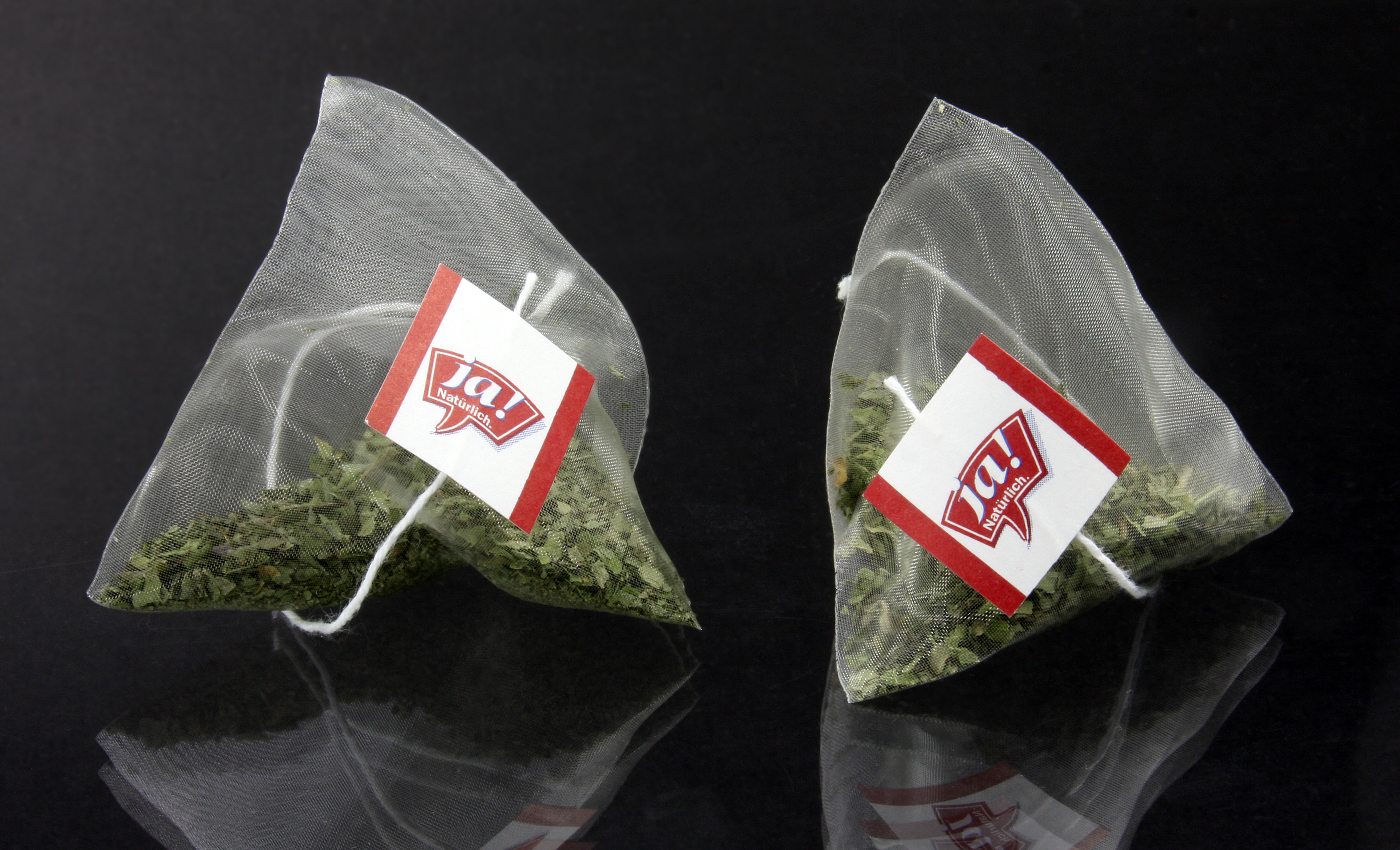
Túi trà bằng PLA. Trà bạc hà được bao bọc.

PLA có thể được xử lý bằng cáchép đùn như in 3D,ép phun, đúc thành tấm phim và màng mỏng và kéo sợi, cung cấp truy cập vào nhiều loại vật liệu.

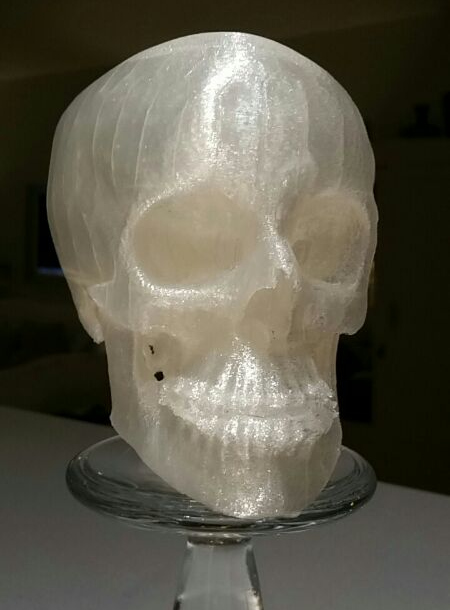
in 3D sọ người với dữ liệu từ Tomography tính toán. PLA trong suốt.

PLA được sử dụng làm vật liệu cho các máy in 3D được chế tạo bằng sợi nóng chảy để bàn (ví dụ: RepRap). Các chất rắn in PLA có thể được bọc trong các vật liệu đúc giống như thạch cao, sau đó đốt cháy trong lò nung để có thể lấp đầy khoảng trống kết quả bằng kim loại nóng chảy. Điều này được gọi là "đúc PLA chảy", một loại đúc mẫu chảy.
Có khả năng phân hủy thành axit lactic vô hại, PLA được sử dụng như vật cấy ghép y tế dưới dạng neo, đinh vít, đĩa, ghim, que và lưới. Tùy thuộc vào từng loại cụ thể, nó tự hủy bên trong cơ thể trong vòng 6 tháng đến 2 năm. Sự suy thoái dần dần này là mong muốn đối với một cấu trúc hỗ trợ, bởi vì nó dần dần chuyển tải tới cơ thể (ví dụ xương) khi khu vực đó lành lại. Đặc tính độ bền của cấy ghép PLA và PLLA được ghi nhận rõ ràng.
PLA cũng có thể được sử dụng như một vật liệu đóng gói có thể phân hủy, hoặc đúc, ép phun, hoặc bên thành sợi. Ly và túi đã được làm từ vật liệu này. Với dạng tấm phim, nó co lại khi gia nhiệt và được sử dụng trong các ống co. Nó rất hữu ích cho sản xuất bao bì đựng dạng rời, túi chất thải, bao bì thực phẩm, và bộ đồ ăn dùng một lần. Ở dạng sợi và vải không dệt, PLA cũng có nhiều công dụng tiềm năng, ví dụ như vải nhồi đệm, quần áo dùng một lần, mái hiên, sản phẩm vệ sinh phụ nữ và tã lót. Nhờ khả năng tương thích sinh học và khả năng phân hủy sinh học của nó, PLA cũng đã tìm thấy nhiều sự quan tâm như một giàn giáo polymer cho mục đích phân phối thuốc.
Racemic và PLLA thường xuyên có nhiệt độ chuyển tiếp thủy tinh thấp, điều không mong muốn. Stereocomplex của PDLA và PLLA có nhiệt độ chuyển tiếp thủy tinh cao hơn, cho nó sức mạnh cơ học lớn hơn. Nó có một số các ứng dụng, chẳng hạn như áo sơ mi dệt (sắt), khay vi sóng, các ứng dụng điền đầy trạng thái nóng và thậm chí cả nhựa kỹ thuật (trong trường hợp này, stereocomplex được pha trộn với một polymer giống như cao su như ABS). Hỗn hợp như vậy cũng có độ ổn định hình dạng tốt và minh bạch trực quan, hữu ích cho các ứng dụng bao bì cấp thấp. Axit poly-L-lactic tinh khiết (PLLA), mặt khác, là thành phần chính trong Sculptra, một chất tăng cường bề mặt lâu dài, chủ yếu được sử dụng để làm tan mỡ gò má. Tiến bộ trong công nghệ sinh học đã dẫn đến sự phát triển của sản xuất thương mại của các hình thức enantiomer D, một điều không thể cho đến gần đây.
PLA cũng được sử dụng trong ngành công nghiệp thuốc lá điện tử. IQOS của Philip Morris đã có sẵn, bao gồm PLA để làm chậm hơi nước mà không cần hấp thụ nó, cho nó thời gian để nguội đến nhiệt độ dễ chịu hơn trước khi hít vào nó.

## Tái chế

PLA có mã ID nhựa SPI số 7

Hiện tại, mã nhận dạng nhựa SPI 7 ("các loại khác") được áp dụng cho PLA. Tại Bỉ, Galactic là đơn vị thí điểm đầu tiên về tái chế hóa chất PLA (Loopla). Không giống như tái chế cơ học, chất thải có thể chứa nhiều chất ô nhiễm khác nhau. Polylactic acid có thể được tái chế thành monomer bằng cách khử nhiệt hoặc thủy phân nhiệt. Khi được tinh chế, monome có thể được sử dụng để sản xuất PLA nguyên chất mà không làm mất các đặc tính ban đầu (tái chế tái sinh).

## Biến chất
Amycolatopsisvà Saccharotrixcó thể làm biến chất PLA. Một protease tinh khiết từ Amycolatopsis sp., PLA depolymerase, cũng có thể làm biến chất PLA. Các enzyme như pronase và proteinase K hiệu quả nhất từ Tritirachium album làm biến chất PLA.
Màng PLA nguyên chất trải qua quá trình thủy phân chọn lọc khi được đặt trong môi trường dung môi của Eagle đã được bổ sung của Dulbecco (DMEM) bổ sung huyết thanh bò thai nhi (FBS) (một dung dịch bắt chước chất dịch cơ thể). Sau 30 ngày chìm trong DMEM + FBS, giàn giáo PLLA mất khoảng 20% trọng lượng của nó.